# Џаконита (Њу Мексико)
Џаконита (енгл. Jaconita) насељено је место без административног статуса у америчкој савезној држави Њу Мексико.

## Демографија
По попису из 2010. године број становника је 332, што је 11 (-3,2%) становника мање него 2000. године.
| Група             | 2000.       | 2010.       |
| Белци             | 99 (28,9%)  | 102 (30,7%) |
| Афроамериканци    | 1 (0,3%)    | 0 (0,0%)    |
| Азијати           | 2 (0,6%)    | 3 (0,9%)    |
| Хиспаноамериканци | 216 (63,0%) | 224 (67,5%) |
| Укупно            | 343         | 332         |